# 八多五滝
八多五滝（はたごたき）は、徳島県徳島市八多町の八多川にある滝。八多五滝一帯は東山渓県立自然公園、四国のみちに指定。とくしま水紀行50選、とくしま市民遺産に選定。

## 地理
中津峰山足下の八多川上流部にある5つの滝で、下から「雌鴨の滝」、「雄鴨の滝」、「御来迎の滝」（五来光の滝）、「布引きの滝」、「蔵王の滝」（象の滝、蔵の滝）からなる。

## 五滝
以下5つの滝から構成される。
| 名所       | 落差  | 滝幅 | 別名           | 備考                       |
| ---------- | ----- | ---- | -------------- | -------------------------- |
| 雌鴨の滝   | 約8m  |      |                | 五滝で最も下流に位置する。 |
| 雄鴨の滝   | 約7m  |      |                |                            |
| 御来迎の滝 | 約17m | 10m  | 五来光の滝     |                            |
| 布引きの滝 | 約15m |      |                |                            |
| 蔵王の滝   | 約22m |      | 象の滝、蔵の滝 | 五滝最大の滝。             |

## 周辺情報
周辺は佐那河内村や勝浦町に続く山々が聳え、徳島市最高峰の中津峰山が聳え、山内には如意輪寺、中津峰森林公園があり、二級水系・勝浦川の支流である八多川、仕出川、金谷川が流れている。八多町には人形芝居の野外舞台である犬飼農村舞台がある。

## アクセス
- JR徳島駅より徳島バス「五滝」行き（終点）下車、徒歩40分。
- 国道55号「勝浦川橋」、12.2km（車で約20分）。